# Tonara
Tonara – miejscowość i gmina we Włoszech, w regionie Sardynia, w prowincji Nuoro.
Według danych na rok 2004 gminę zamieszkiwało 2388 osób, 45,9 os./km². Graniczy z Belvì, Desulo, Sorgono i Tiana.